# Dógen
Dógen Zendzsi (道元禅師; Hepburn: Dōgen Zenji, ’1200. január 19. – 1253. szeptember 22.’), más néven Dógen Kigen (道元希玄 Dōgen Kigen), Eihei Dógen (永平道元 Eihei Dōgen), Kószo Dzsójo Daisi (高祖承陽大師 Kōso Jōyo Daishi), vagy Bussó Dentó Kokusi (仏性伝東国師 Busshō Dentō Kokushi) japán zen mester, író, költő, filozófus volt és a szótó zen meghonosítója Japánban. Eredetileg a tendai iskola buddhista szerzetese volt Kiotóban, de elégedetlen volt az iskola tanításával, ezért elutazott Kínába, hogy megtalálja a szerinte hitelesebbnek vélt buddhizmust. Ott 5 évig élt és végül tanítványa lett egy kiváló tanítónak, Tendó Njodzsónak (天童如淨 Tendō Nyojō). Miután visszatért Japánba, a Fukanzazengi és a Bendóva című gyakorlati kézikönyvein keresztül elkezdte bevezetni a zazen meditációs gyakorlatát. Megszakított minden kapcsolatot a befolyásos tendai iskolával, majd néhány évvel később – feltehetően a közte és az iskola közötti ellentét miatt -, elhagyta Kiotót és megalapított egy hegyvidéki kolostort, az Eihei-dzsit (Az Örök Béke Temploma). Az Eihei-dzsi mai napig a szótó buddhista iskola főtemploma.
Dógen ismert az alaposan fogalmazott fogalmazásmódjáról, ami megnyilvánul a híres művében is, pl. a 95 elbeszélést tartalmazó Sóbógenzóban. Ismert továbbá az Eihei Kóroku, a beszédeinek, verseinek és kommentárjainak a gyűjteménye, valamint az Eihei Singi, az első japán nyelvű szerzetesi törvénykönyv.

## Élete

### Gyermekkor
Dógen feltehetően egy nemesi családból származott, mint Murakami császár kilencedik generációs leszármazottja. Házasságon kívül született gyermek volt, s még kétéves sem volt, amikor apja politikai merénylet áldozata lett, majd hétéves korában anyját is elvesztette.

### Korai taníttatás
Dógent szerzetessé avatták a Hiei-hegyen, a tendai buddhista iskola központjában. A Kenzeiki (建撕記 Kenzeiki) szerint megszállott lett a tendai-tanítás egy pontjával kapcsolatban: ha, ahogy a szútrák mondják, minden élőlény rendelkezik buddha-természettel, miért van az, hogy az embernek fáradhatatlanul törekednie kell a buddha-természet megvalósítására, hogy elérje a megvilágosodást?
A Kenzeiki szerint Dógen nem talált választ a kérdésére a Hiei-hegyen, kiábrándult volt az ország belpolitikája, és a feljebbjutáshoz szükséges társadalmi elismerés miatt, ezért elindult megkeresni a választ más buddhista mestereknél. Elment Kóinhoz, a tendai Ondzsó-dzsi templom (園城寺 Onjō-ji) apátjához, ugyanazzal a kérdéssel. Kóin azt tanácsolta neki, hogy a válasz megtalálása érdekében fontolja meg, hogy a csan buddhizmus tanításait kezdi el tanulmányozni Kínában. 1217-ben, két évvel a kortárs zen buddhista Mjóan Eiszai (Myōan Eisai) halála után elment a Kennin-dzsi templomba (建仁寺 Kennin-ji) tanulni Eiszei örökösétől, Mjózen-től (明全 Myōzen).

### Zarándokút Kínába
1223-ban Dógen és Mjózen vállalkoztak egy veszélyes útra Kínába a Kelet-kínai-tengeren keresztül, hogy tanuljanak a Csing-de-sze (景德寺 pinjin: Ching-te-ssu) monostorban, ahogy Eiszei is tette egykor.
Kínában Dógen először a vezető csan monostorokba ment Csöcsiang (浙江 pinjin: Zhèjiāng) tartományba. Addigra a legtöbb csan tanító a kóan (公案 kōan) használatára alapozta a tanítását. Annak ellenére, hogy Dógen szorgalmasan tanulta a kóanokat, kiábrándult, mert nagy hangsúlyt fektettek rájuk és a szútrákat már nem is tanítottak. 1225-ben elhatározta, hogy meglátogatja Tendó Njódzso (天童如淨) nevű mestert, a zen buddhista Caodong (japán: sótó) családfa tizenharmadik pátriárkáját, a Tiantong-hegynél (天童山 pinjin-átírással: Tiāntóngshān; japán: Tendózan), Ningbóban. Njódzso arról volt híres, hogy más csan stílusa volt, nem olyan, mint a mestereknek, akikkel eddig találkozott. Későbbi írásaiban, Dógen úgy utalt Njódzsora, mint „Öreg Buddha”. Továbbá úgy jellemezte, Njódzsot és Mjózent, mint szenshi (先師 senshi, "Ősi tanító"). Dógen felfogta a test és tudat felszabadítását, amikor a mestere azt mondta: „Test és tudat elejtése” (身心脱落 shēn xīn tuō luò). Ez a mondat Dógen egész életében fontos szerepet játszott és elszórva több írásában megtalálható, mint például egy híres része a Gendzsókóan (現成公案 Genjōkōan) című művének.
Mjózen nem sokkal azután halt meg, hogy Dógen megérkezett a Tiantong-hegyhez. 1227-ben Dógen Njódzsotól megkapta a Buddha-Dharmát és megjegyezte, hogy készen áll arra, hogy országa minden emberének szellemét megvilágosítsa.

### Visszatérés Japánba
Dógen 1227-ben vagy 1228-ban tért vissza Japánba Kennin-dzsiben, ahol korábban is tanult. Miután visszatért a Kennin-dzsibe, és Mjózen hamvait eltemette, munkához látott, hogy megírja első értekezését, a Fukanzazengit (普観坐禅儀 Fukan Zazengi). Ebben hangsúlyozta a zazen fontosságát és körvonalazta elméleti és gyakorlati oldalát.
Azonban hamar feszültség keletkezett, amikor a tendai közösség elkezdett lépéseket tenni a Zen és Dzsódo Sinsú elnyomására, a buddhizmus egy új ága ellen Japánban. Ennek a feszültségnek a hatására Dógen elhagyta Kiotót 1230-ban és letelepedett egy elhagyatott templomban, ami a mai Udzsi, Kiotó északi részén. 1233-ban Dógen megalapította a Kannon-dóri-int Udzsiban. Később ezt a templomot kibővítette és a Kósó-hórindzsi templom (興聖法林寺 Kōshō-hōrinji) nevet kapta.

### Eihei-dzsi
1243-ban Hatano Josisige (波多野義重 Hatano Yoshishige) felajánlotta, hogy áthelyezi Dógen közösségét Ecsizen tartományba, Kiotó északi részébe. Dógen elfogadta az ajánlatot, a tendai közösséggel fennálló folyamatos feszültség és a rinzai iskola növekvő erőssége miatt.
Követői felépítették a Daibucu-dzsit (大仏寺 Daibutsu-ji). Dógen végül itt találta meg a gyakorlás számára legmegfelelőbb helyét. Amíg az építési munkálatok zajlottak Dógen a Daibuci-dzsihez közeli Josimine-derában (吉峯寺 Kippō-ji) élt és tanított. Amíg itt tartózkodott, Dógen „depressziós lett”. Jelentős fordulópont volt az életében, hogy utat engedett a „rinzai zen szigorú kritikájának”. Bírálta Dahui Zonggaot, a Szong-dinasztia legbefolyásosabb alakját.
1246-ban Dógen hátralevő idejét tanításnak és írásnak szentelte az Eihei-dzsiben. 1247-ben az újonnan hatalomra került tábornok, Hódzsó Tokijori, meghívta Dógent Kamakurába saját tanítására és mintegy hat hónapot töltött ott. 1248-ban visszatért Eihei-dzsibe. 1252 őszén Dógen egészsége megrendült és állapota tovább romlott, gyógyulásnak jele nem látszott. Átadta hivatali ruháját fő tanítványának, Koun Edzsónak (孤雲懐弉 Koun Ejō), megtéve az Eihei-dzsi új apátjának.

### Halála
Hatano Josisige kérésére, Dógen elment Kiotóban, hogy ellenszert keressen betegségére. 1253-ban, nem sokkal azután, hogy megérkezett Kiotóba, Dógen meghalt. Halála előtt írt egy halotti verset:

| „       | Ötvennégy évig követtem az ég útját; Minden akadály szétzúzva, Most tovább ugrom. Elképesztő! Minden ragaszkodást eldobva, Élve lépek a holtak országába. | ” |
| – Dógen | |   |

## Tanítása

### Zazen
Dógen gyakran hangsúlyozta a zazen nagy fontosságát, valamint a Buddhizmus központi gyakorlatát, a meditációt. Úgy vélte a zazen tanulása megegyezik a Zen tanulásával. Ez egyértelműen látszik az 1243-as Zazen-gi (坐禪儀 Zazen-gi, A zazen törvényei) című tanításában. Dógen tanította a zazent mindenkinek, még a laikusoknak is, férfinak, nőnek, minden társadalmi osztályt beleértve. A zazennel kapcsolatban Dógen a leggyakrabban kifejezetten a sikantaza-ra utal, ami durván lefordítva, annyit tesz, mint „semmi más, csak precíz ülés”, ami egyfajta ülő meditáció, ahol a meditáló személy ül „a ragyogóan éber figyelem állapotában, ami mentes a gondolatoktól, nincs tárgyhoz rendelve és nincs különösebb tartalomhoz kapcsolva.”
Dógen ezt a zazen gyakorlatot úgy hívta, hogy „gondolkodás nélkül” (hi-sirjo), aminek az állapotában a személy tisztában van a dolgokkal, úgy ahogy azok valóban léteznek, a gondolkodáson túl a nem-gondolkodásban ¬– aktív erőfeszítés az, hogy nem gondolkodunk.
A helyes mentális viselkedés Dógen szerint, a megerőltetés nélküli nem-igyekvés, mert szerinte a megvilágosodás az mindig jelen van.

### A megvilágosodás gyakorlatának egysége
Dógen zen gyakorlatának elsődleges alapja „a megvilágosodás gyakorlatának egysége” (修證一如 sushō-ittō / sushō-ichinyo).
Dógen számára a zazen gyakorlása és a megvilágosodás megtapasztalása egy és ugyanaz. Ezt a gondolatát tömören kiemelte a Fukanzazengi című művében, ami az első szövege, amit megírt Japánba való visszatérte után.

### Buddha-természet
Dógen számára a Buddha-természet vagy Bussó (佛性 Busshō) a természetes valóság minden létezőben. Sóbógenzó című művében írja, hogy „minden létező Buddha-természet” és még az élettelen dolgok is a Buddha-természetnek egyfajta kifejeződései. Elvetett minden, olyan nézőpontot, ami a Buddha-természetet ideiglenes, lényeges belső létezőnek látta. Dógen úgy tartotta, hogy a Buddha-természet „mérhetetlen üresség”, „a valamivé válás világa” és hogy „a múlandóság maga a Buddha-természet”.

### Idő-létező
Dógen fogalma az Idő-létezőről (Udzsi, 有時 Uji) egy lényeges része a Sóbógenzóban megjelenő metafizikájának. A hagyományos értelmezés szerint az „Udzsi” itt annyit tesz, hogy az idő az maga a létező és minden létező az idő. Udzsi mind az a változás és dinamikus cselekvés, ami a valamivé válás áramlásaként létezik, az egész világon minden létező idő. Ez a nézet tudósok által lett kifejlesztve, mint Steven Heine, Joan Stambaugh és még sokan mások, ami arra motiválta őket, hogy összehasonlítsák Dógen munkásságát Martin Heideggerével. Azonban az utóbbi időben Rein Raud azt állította ez a nézet nem helyes, mert szerinte Dógen azt állítja, hogy minden létező pillanatnyi, mutatva ezzel, hogy így a Sóbógenzót olvasva jó néhány nem világos rész értelmet nyerne.

### Tökéletes kifejezés
Egy másik lényeges része Dógen metafizikájának a Tökéletes kifejezésről (Dótoku, 道得 Dōtoku) alkotott fogalma. Dógen kétféle nyelvet különböztet meg: mondzsi 文字, az első – Ernst Cassirer után – „fogalomról fogalomra haladó típus, ami folyamatosan alakítja a tapasztalatainkat és – alapjába véve – tulajdonképpen elsősorban alkotja a világot, amit tapasztalunk; és dótoku 道得, a második „pillanatnyi típus, ami teljes körű helyet foglal el és létrehozza a jelentés teljességét a kapcsolatok struktúráján keresztül.”

### Rinzai kritikája
Dógen néha kritikus volt a rinzai iskolával szemben a sablonos és szellemi kóan gyakorlásukból adódóan (ugyanúgy a Sirjoken vagy a „Négy tisztánlátás” gyakorlása miatt) emellett a szútrák elhanyagolása miatt is.
Dógen továbbá nagyon kritikus volt Dainicsi Nonyin Japán Daruma iskolájával szemben is.

### Erény
Dógen nézőpontja az erényről a Sóbógenzó szövegben van megvitatva, mint egy dolog, amit belsőleg kell gyakorolni, és ezáltal kívül fog megnyilvánulni. Más szóval, az erény egy olyan dolog, ami egyszerre belső és külső, abban az értelemben, hogy lehet gyakorolni a belső jó hajlamot és ugyanakkor ezeknek a belső jó hajlamoknak a kifejeződését.

## Írásai
Akkoriban szokás volt kínaiul írni a buddhista műveket, de ennek ellenére Dógen gyakran írt japánul, ezzel továbbítva a gondolatai lényegét egy olyan stílusban, ami egyszerre volt tömör, lenyűgöző és inspiráló. Dógen nemcsak a prózáiról híres, hanem a költészetéről is (Japán vaka stílusban és különféle kínai stílusokban). Dógen nyelvhasználata mindenhogy nézve eredeti.

### Sóbógenzó
Dógen mesterműve a Sóbógenzó, beszédei és írásai – összegyűjtve kilencvenöt kötegbe. A témák a szerzetesi gyakorlatoktól, a nők és férfiak egyenlőségéig, a nyelv, létező és idő filozófiájáig kiterjednek. A munkásságában, mint saját életében is, Dógen hangsúlyozza az abszolút felsőbbségét a sikantazanak, és az elválaszthatatlanságát a gyakorlatnak és a megvilágosodásnak.

### Sindzsi Sóbógenzó
Dógen összeállított kínaiul egy 305 kóanból álló gyűjteményt is kommentárok hozzáadása nélkül. Gyakran hívják ezt Sindzsi Sóbógenzónak (sindzsi: „eredeti és igazi írásjegyek” és sóbógenzó, többféleképpen van fordítva: „a jobb-dharma-szeme kincs” vagy „Igaz Dharma Szemének Kincse”). A gyűjtemény még ismert Sóbógenzó Szanbjakuszoku (A Háromszáz Sóbógenzó Költemény) néven továbbá Mana Sóbógenzó, ahol mana egy alternatív olvasata a sindzsinek. A pontos dátum, amikor a könyv íródott vitatott, de Nisidzsima szerint Dógen feltehetően kínai utazása előtt kezdhette összeállítani a kóan gyűjteményét. Habár ezek a történetek általában kóanként vannak azonosítva, Dógen ezekre úgy utalt, mint koszoku (ősi jellegzetesség) vagy innen (egy történet körülményei, okai vagy eredményei). A kóan szó alatt Dógen azt érti, „teljes valóság” vagy „Egyetemes Dharma”.

### Eihei Kóroku, Sóbógenzó Zuimonki
Az előadások, amiket Dógen tartott a szerzeteseknek az Eihei-dzsi monostorban, azok lettek összeállítva Eihei Kóroku címen, ismert még a tíz kötetes Dógen Osó Kóroku (A kibővített Feljegyzése Dógen Tanító Beszédeinek). A prédikációk, előadások, mondások és versek nem sokkal Dógen halála után lettek összeállítva fő tanítványa, Koun Edzsó (孤雲懐奘 Koun Ejō 1198–1280) által, Szenne és Gien néven. Három fajta kiadása van ennek a szövegnek: az 1598-as Rinnó-dzsi szöveg; egy híres verzió, ami 1672-ben lett nyomtatva és egy olyan verzió, amit 1937-ben fedeztek fel az Eihei-dzsiben, bár nem található rajta dátum, de ezt tartják a meglevő legrégibb verziónak. Egy másik gyűjteménye a beszédeinek a hat kötetes Sóbógenzó Zuimonki. Ezek beszédek, amiket Dógen intézett a fő tanítványához, Edzsóhoz, aki 1234-ben lett Dógen fő tanítványa. Ezek a beszédek Edzsó által lettek lejegyezve és megszerkesztve.

### Hókodzsóki
Hókodzsóki (Hókjó-kor emlékei) a legkorábbi munkája Dógennek. Ez az egy kötetes műve, gyűjteménye a kérdéseknek és válaszoknak, amik Dógen és kínai tanára, Tendó Njodzsó (天童如淨 1162–1228) között zajlottak le. A kötetet 1253-ban fedezte fel Edzsó Dógen papírjai között, 3 hónappal Dógen halála után.

### Egyéb írásai
Egyéb jelentős írások Dógentől:
- Fukanzazengi (Fukan-zazengi) (Általános Tanács a Zazen Törvényeihez): 1 kötetes; valószínűleg egyből Kínából való visszatérte után írta meg, 1227-ben
- Eihei soszo gakudó-jóinsú (Eihei shoso gakudō-yōinshū) (Tanács az Út Tanulásához): 1 kötetes; valószínűleg 1234-ben íródott
- Tenzo kjókun (Tenzo kyōkun): 1 kötetes; 1237-ben íródott
- Benóhó (Benōhō) (Szabályok az Út gyakorlásához): 1 kötetes; 1244 és 1246 között íródott

### Susó-gi
A „megvilágosodás gyakorlásának egysége” elképzelés annyira alapvető Dógen Zen választékában – és, ebből kifolyólag a szótó iskola számára is – hogy ez szolgált alapul a Susó-gi (修證儀 Shushō-gi) munkája számára is, ami 1890-ben lett összeállítva Takija Takusú (滝谷卓洲 Takiya Takushū) és Azegami Baiszen (畔上楳仙 Azegami Baisen) által, mint bemutató és leíró összefoglalása Dógen nagy munkájának, a Sóbógenzónak.

## Magyarul
- Barbara Kosen: Zen itt és most. Kommentár Dógen zendzsi Bendóvájához; ford. Yvon Myoken Bec, Tokai Dóken Miklós; Farkas Lőrincz Imre, Budapest, 2002
- Dógen zen. Sóbógenzó-zuimonki. Eihei Dógen zen-mester tanításai; feljegyezte Kóun Edzsó, ford. Boros László; 2. jav. kiad.; Filosz, Bp., 2020 (A zen oszlopai)

## Fordítás
- Ez a szócikk részben vagy egészben  a   Dōgen című angol Wikipédia-szócikk fordításán alapul.  Az eredeti cikk szerkesztőit annak laptörténete sorolja fel. Ez a jelzés csupán a megfogalmazás eredetét és a szerzői jogokat jelzi, nem szolgál a cikkben szereplő információk forrásmegjelöléseként.